# Ульгили (Акмолинская область)
Ульгили (каз. Үлгілі) — село в Зерендинском районе Акмолинской области Казахстана. Входит в состав Байтерекского сельского округа. Код КАТО — 115669800.

## География
Село расположено на юге района, в 32 км на запад от центр района села Зеренда, в 18 км на запад от центра сельского округа села Байтерек.

### Улицы[2]
- ул. Билим,
- ул. Жыланды,
- ул. Карагай,
- ул. Озекти,
- ул. Ульгили,
- ул. Шиели.

### Ближайшие населённые пункты
- село Цуриковка в 5 км на юго-западе,
- село Ермаковка в 9 км на севере,
- село Карсак в 12 км на северо-востоке,
- село Кумдыколь в 12 км на юго-востоке.

## Население
В 1989 году население села составляло 532 человека (из них казахов 100%).
В 1999 году население села составляло 397 человек (181 мужчина и 216 женщин). По данным переписи 2009 года, в селе проживало 175 человек (89 мужчин и 86 женщин).
| Численность населения | Численность населения | Численность населения |
| 1989                  | 1999                  | 2009                  |
| --------------------- | --------------------- | --------------------- |
| 532                   | ↘397                  | ↘175                  |